# Padang Sikabu (Lamposi Tigo Nagari)
Padang Sikabu is een bestuurslaag in het regentschap Payakumbuh van de provincie West-Sumatra, Indonesië. Padang Sikabu telt 1249 inwoners (volkstelling 2010).